# Цяодун (Шицзячжуан)
Район Цяоду́н (кит. упр. 桥东区, пиньинь Qiáodōng Qū) — бывший район городского подчинения городского округа Шицзячжуан провинции Хэбэй (КНР).

## История
Район был создан в 1956 году путём объединения районов Дунхуа (东华) и Хэпин (和平). В связи с тем, что новый район расположился восточнее большого моста, по которому проходит железная дорога Пекин-Гуанчжоу, то он получил название «Цяодун» («Восточнее моста»).
Постановлением Госсовета КНР от 9 сентября 2014 года район Цяодун был расформирован, а его территория разделена между соседними административными единицами.

## Административное деление
Район Цяодун делится на 9 уличных комитетов и 1 посёлок.